# Cyclosma
Cyclosma là một chi bướm ngày thuộc họ Bướm nâu.